# Йосип Томашевич
Йосип Томашевич (роден на 4 март 1994 г.) е хърватски футболист, който играе като защитник за отбора на Локомотив (Пловдив) в Първа лига.  Той е  Двукратен носител на Купата на България с Локомотив (Пловдив) през 2019 и 2020 г.., носител на Суперкупата на България през 2020 г. и сребърен медалист в Първа лига за сезон 2020/21.

## Успехи
Локомотив (Пловдив)
- Купа на България (2 пъти) – 2018/19, 2019/20
- Суперкупа на България (1 път) – 2020
- Вицешампион (1 път) – 2020/21